# 考特尼·爱尔兰
考特尼·爱尔兰（英語：Courtney Ireland，？—），新西兰男子田径运动员。他曾代表新西兰参加1990年和1994年英联邦运动会田径比赛，其中1994年英联邦运动会获得一枚银牌。